# Chytonix commixta
Chytonix commixta là một loài bướm đêm trong họ Noctuidae.